# Kateryna Hryhorenko
Kateryna Wassyliwna Hryhorenko (ukrainisch Катерина Василівна Григоренко; * 30. Oktober 1985 in Rokytne, Oblast Kiew) ist eine ehemalige ukrainische Skilangläuferin.

## Werdegang
Hryhorenko lief ihr erstes Weltcuprennen im Januar 2006 in Lago di Tesero, welches sie mit dem 55. Rang im 15-Kilometer-Massenstartrennen beendete. Ihre besten Platzierungen bei den Olympischen Winterspielen 2006 in Pragelato waren der 40. Platz im 15-Kilometer-Verfolgungsrennen und der achte Platz in der Staffel. Bei den nordischen Skiweltmeisterschaften 2007 in Sapporo belegte sie den 48. Platz im 15-Kilometer-Skiathlon und den 38. Platz im 30-Kilometer-Massenstartrennen. Bei den nordischen Skiweltmeisterschaften 2009 in Liberec erreichte sie den 61. Platz im Sprint und den 44. Rang im 30-Kilometer-Massenstartrennen. Ihre besten Resultate bei den Olympischen Winterspielen 2010 in Vancouver waren der 26. Platz im 30-Kilometer-Massenstartrennen und der 13. Rang in der Staffel. Die Tour de Ski 2010/11 beendete sie auf dem 29. Platz in der Gesamtwertung und gewann damit sowie mit dem 25. Platz im 10-km-Massenstartrennen beim Etappenrennen im Val di Fiemme ihre ersten und einzigen Weltcuppunkte. Bei der Winter-Universiade 2011 in Erzurum gewann sie im 15-Kilometer-Massenstartrennen und im 10-Kilometer-Skiathlon die Bronzemedaille und über 5 Kilometer klassisch und mit der Staffel die Silbermedaille. Ihre besten Ergebnisse bei den nordischen Skiweltmeisterschaften 2011 in Oslo waren der 33. Platz im Skiathlon und der 12. Rang in der Staffel. Bei den nordischen Skiweltmeisterschaften 2013 im Val di Fiemme errang sie den 30. Platz im 30-Kilometer-Massenstartrennen und den 10. Platz in der Staffel. Im Dezember 2013 holte sie bei der Winter-Universiade 2013 in Lago di Tesero im Skiathlon die Silbermedaille und über 5 Kilometer Freistil und mit der Staffel die Goldmedaille. Der 38. Platz im 30-Kilometer-Massenstartrennen und der 12. Platz in der Staffel waren ihre besten Platzierungen bei den Olympischen Winterspielen 2014 in Sotschi.  Letztmals international startete sie bei den nordischen Skiweltmeisterschaften 2015 in Falun. Dort waren der 38. Platz über 10 Kilometer Freistil und der 11. Platz mit der Staffel ihre besten Ergebnisse.